# Polialite
La polialite è un minerale.